# 拉斯佩德拉峰

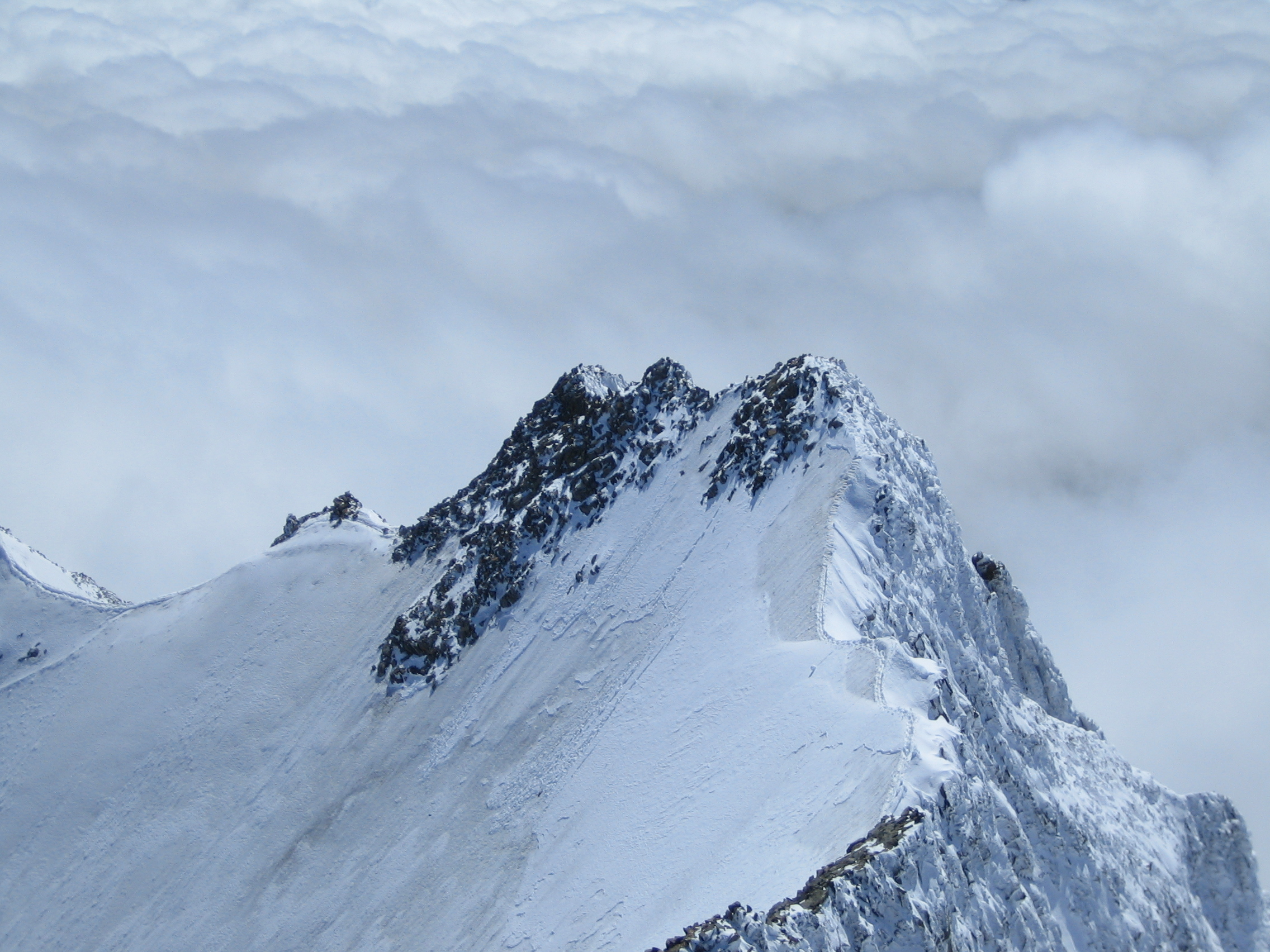

46°22′51.5″N 9°54′26.8″E / 46.380972°N 9.907444°E
拉斯佩德拉峰（義大利語：Punta Perrucchetti），是歐洲的山峰，位於意大利和瑞士接壤的邊境，屬於貝爾尼納山脈的一部分，海拔高度4,020米，人類在1866年首次登上該山峰。